# Homo heidelbergensis
Espèce
Homo heidelbergensis (prononciation /omo ajdəlbɛʁɡɛnsis/) est une espèce éteinte du genre Homo, qui a vécu au Pléistocène moyen, entre environ 700 000 et 220 000 ans avant le présent (AP). Il est considéré comme l'ancêtre probable de l'Homme de Néandertal et de l'Homme de Denisova[réf. nécessaire].
L'holotype d'Homo heidelbergensis est la mandibule de Mauer, découverte en 1907 dans une sablière près de Heidelberg, dans le Bade-Wurtemberg, en Allemagne. Elle fut décrite en 1908 par Otto Schoetensack. Plusieurs fossiles ou ensembles de fossiles attribués à Homo heidelbergensis ont été découverts depuis 1907 dans différents pays.

## Définition
L'espèce Homo heidelbergensis n'a actuellement pas de définition consensuelle dans la communauté scientifique. Pour une partie des chercheurs, ce taxon rassemble la plupart des fossiles européens et africains de la première moitié du Pléistocène moyen, en raison des ressemblances morphologiques entre les spécimens fossiles trouvés sur les deux continents,. Pour d'autres chercheurs, les fossiles européens et africains du Pléistocène moyen doivent être classés dans des groupes différents, soit parce qu'on trouve plus d'affinités avec Homo sapiens chez les spécimens africains, soit parce qu'une divergence phylogénétique présumée devrait être sanctionnée par des appellations distinctes, même si elle n'apparait pas clairement dans la morphologie. On trouve notamment dans ce deuxième groupe, préconisant la distinction Europe / Afrique par l'utilisation de l'appellation Homo rhodesiensis, l'équipe de chercheurs français du Musée de l'Homme, à Paris.
Le présent article ne traite que des fossiles européens du Pléistocène moyen, les fossiles africains de cette période étant traités dans l'article Homo rhodesiensis.

## Morphologie
Homo heidelbergensis présente une capacité crânienne allant de 1 000 à 1 300 cm3.

La taille des individus était d'environ 1,65 m pour les hommes et 1,55 m pour les femmes.

## Position phylogénétique

### Ascendance
Homo heidelbergensis, attesté en Europe à partir d'environ 700 000 ans AP, pourrait descendre d'une forme africaine encore non identifiée, qui serait passée en Europe au début du Pléistocène moyen et aurait remplacé les formes locales, telles qu'Homo antecessor, plus ancienne espèce humaine identifiée en Europe à ce jour.

### Descendance
Eu égard aux ressemblances morphologiques entre Homo heidelbergensis et les Néandertaliens, Jean-Jacques Hublin et de nombreux chercheurs estiment que le premier a probablement évolué au cours du Pléistocène moyen pour donner progressivement naissance aux Néandertaliens.
Les analyses génétiques menées depuis 2010 par les équipes de Svante Pääbo, à l'Institut Max-Planck d'anthropologie évolutionniste à Leipzig (Allemagne), sur des spécimens de la Sima de los Huesos, à Atapuerca, ainsi que sur des Néandertaliens classiques et des Dénisoviens, ont montré l'étroite parenté entre l'Homme de Néandertal et l'Homme de Denisova, et ont évalué l'âge de leur dernier ancêtre commun à environ 450 000 ans. Homo heidelbergensis pourrait alors être l'ancêtre commun de ces deux groupes humains.

### Arbre phylogénétique
Phylogénie des espèces récentes du genre Homo, 
d'après Strait, Grine & Fleagle (2015),
et Meyer & al. (2016) :
|  | Homo heidelbergensis †                                                          |
|  |                                                                                 |
|  | \| \| Homo denisovensis † \| \| \| \| \| \| Homo neanderthalensis † \| \| \| \| |
|  |                                                                                 |
|  | Homo denisovensis †                                                             |
|  |                                                                                 |
|  | Homo neanderthalensis †                                                         |
|  |                                                                                 |

|  | Homo denisovensis †     |
|  |                         |
|  | Homo neanderthalensis † |
|  |                         |

|  | Homo rhodesiensis † |
|  |                     |
|  | Homo sapiens        |
|  |                     |

|  | Homo heidelbergensis †                                                          |
|  |                                                                                 |
|  | \| \| Homo denisovensis † \| \| \| \| \| \| Homo neanderthalensis † \| \| \| \| |
|  |                                                                                 |
|  | Homo denisovensis †                                                             |
|  |                                                                                 |
|  | Homo neanderthalensis †                                                         |
|  |                                                                                 |

|  | Homo denisovensis †     |
|  |                         |
|  | Homo neanderthalensis † |
|  |                         |

|  | Homo rhodesiensis † |
|  |                     |
|  | Homo sapiens        |
|  |                     |

|  | Homo heidelbergensis †                                                          |
|  |                                                                                 |
|  | \| \| Homo denisovensis † \| \| \| \| \| \| Homo neanderthalensis † \| \| \| \| |
|  |                                                                                 |
|  | Homo denisovensis †                                                             |
|  |                                                                                 |
|  | Homo neanderthalensis †                                                         |
|  |                                                                                 |

|  | Homo denisovensis †     |
|  |                         |
|  | Homo neanderthalensis † |
|  |                         |

|  | Homo rhodesiensis † |
|  |                     |
|  | Homo sapiens        |
|  |                     |

|  | Homo heidelbergensis †                                                          |
|  |                                                                                 |
|  | \| \| Homo denisovensis † \| \| \| \| \| \| Homo neanderthalensis † \| \| \| \| |
|  |                                                                                 |
|  | Homo denisovensis †                                                             |
|  |                                                                                 |
|  | Homo neanderthalensis †                                                         |
|  |                                                                                 |

|  | Homo denisovensis †     |
|  |                         |
|  | Homo neanderthalensis † |
|  |                         |

|  | Homo rhodesiensis † |
|  |                     |
|  | Homo sapiens        |
|  |                     |

|  | Homo heidelbergensis †                                                          |
|  |                                                                                 |
|  | \| \| Homo denisovensis † \| \| \| \| \| \| Homo neanderthalensis † \| \| \| \| |
|  |                                                                                 |
|  | Homo denisovensis †                                                             |
|  |                                                                                 |
|  | Homo neanderthalensis †                                                         |
|  |                                                                                 |

|  | Homo denisovensis †     |
|  |                         |
|  | Homo neanderthalensis † |
|  |                         |

|  | Homo rhodesiensis † |
|  |                     |
|  | Homo sapiens        |
|  |                     |

|  | Homo heidelbergensis †                                                          |
|  |                                                                                 |
|  | \| \| Homo denisovensis † \| \| \| \| \| \| Homo neanderthalensis † \| \| \| \| |
|  |                                                                                 |
|  | Homo denisovensis †                                                             |
|  |                                                                                 |
|  | Homo neanderthalensis †                                                         |
|  |                                                                                 |

|  | Homo denisovensis †     |
|  |                         |
|  | Homo neanderthalensis † |
|  |                         |

|  | Homo rhodesiensis † |
|  |                     |
|  | Homo sapiens        |
|  |                     |

|  | Homo heidelbergensis †                                                          |
|  |                                                                                 |
|  | \| \| Homo denisovensis † \| \| \| \| \| \| Homo neanderthalensis † \| \| \| \| |
|  |                                                                                 |
|  | Homo denisovensis †                                                             |
|  |                                                                                 |
|  | Homo neanderthalensis †                                                         |
|  |                                                                                 |

|  | Homo denisovensis †     |
|  |                         |
|  | Homo neanderthalensis † |
|  |                         |

|  | Homo rhodesiensis † |
|  |                     |
|  | Homo sapiens        |
|  |                     |

|  | Homo heidelbergensis †                                                          |
|  |                                                                                 |
|  | \| \| Homo denisovensis † \| \| \| \| \| \| Homo neanderthalensis † \| \| \| \| |
|  |                                                                                 |
|  | Homo denisovensis †                                                             |
|  |                                                                                 |
|  | Homo neanderthalensis †                                                         |
|  |                                                                                 |

|  | Homo denisovensis †     |
|  |                         |
|  | Homo neanderthalensis † |
|  |                         |

|  | Homo rhodesiensis † |
|  |                     |
|  | Homo sapiens        |
|  |                     |

## Culture et mode de vie
L'industrie lithique acheuléenne apparait pour la première fois en Europe vers 760 000 ans avant le présent (AP) sur le site du Bois-de-Riquet, à Lézignan-la-Cèbe, dans l'Hérault (France), puis à partir de 700 000 ans AP sur le site de La Noira, à Brinay, dans le Cher, ainsi que sur plusieurs sites en Italie. Jean-Jacques Hublin rapproche cette apparition de celle des premiers Homo heidelbergensis identifiés en Europe. Il en tire l'idée que ce dernier aurait pu introduire en Europe la culture acheuléenne, alors répandue seulement en Afrique et en Asie.
Homo heidelbergensis se nourrissait notamment de viande acquise par la chasse. Il était apparemment capable de venir à bout du gros gibier, par exemple les chevaux (à Schöningen, Allemagne, 320 000 ans), et le rhinocéros (à Boxgrove, Angleterre, 500 000 ans). On a trouvé à Schöningen des épieux, qui atteignaient jusqu'à 2,25 m de long, et des bâtons de jet utilisés pour la chasse.
Certains fragments osseux étaient aussi utilisés comme outils de percussion (retouchoirs) pour la fabrication des outils en silex. En 2020, des archéologues estiment avoir identifié les premiers outils en os connus dans les archives archéologiques européennes. Les outils proviennent du site de Boxgrove, dans le Sussex de l'Ouest, en Angleterre, daté d'environ 500 000 ans. Ils sont issus d'un cheval que les humains avaient abattu pour sa viande et sont attribués à Homo heidelbergensis, les chercheurs ayant découvert un tibia attribué à cette espèce sur le même site. Le cheval fournissait davantage que de la nourriture. L'analyse des os par Simon Parfitt, de l'Institut d'archéologie de l'University College de Londres (UCL), et par Silvia Bello, du musée d'histoire naturelle de Londres, a révélé que plusieurs os avaient été utilisés comme outils appelés retouchoirs. Ces premiers outils non lithiques auraient été essentiels, selon Simon Parfitt, pour produire des couteaux en silex finement fabriqués.
Les marques de découpe visibles sur les ossements d'animaux découverts sur les sites qu'il a occupés indiquent qu'il les raclait pour en retirer la viande. Les archéologues ont aussi découvert des traces de découpe sur des os d'Homo heidelbergensis, ce qui pourrait indiquer la pratique du cannibalisme. Celle-ci est notamment attestée sur les fossiles de l'Homme de Tautavel, dans la caune de l'Arago, à Tautavel (Pyrénées-Orientales).

## Principaux fossiles

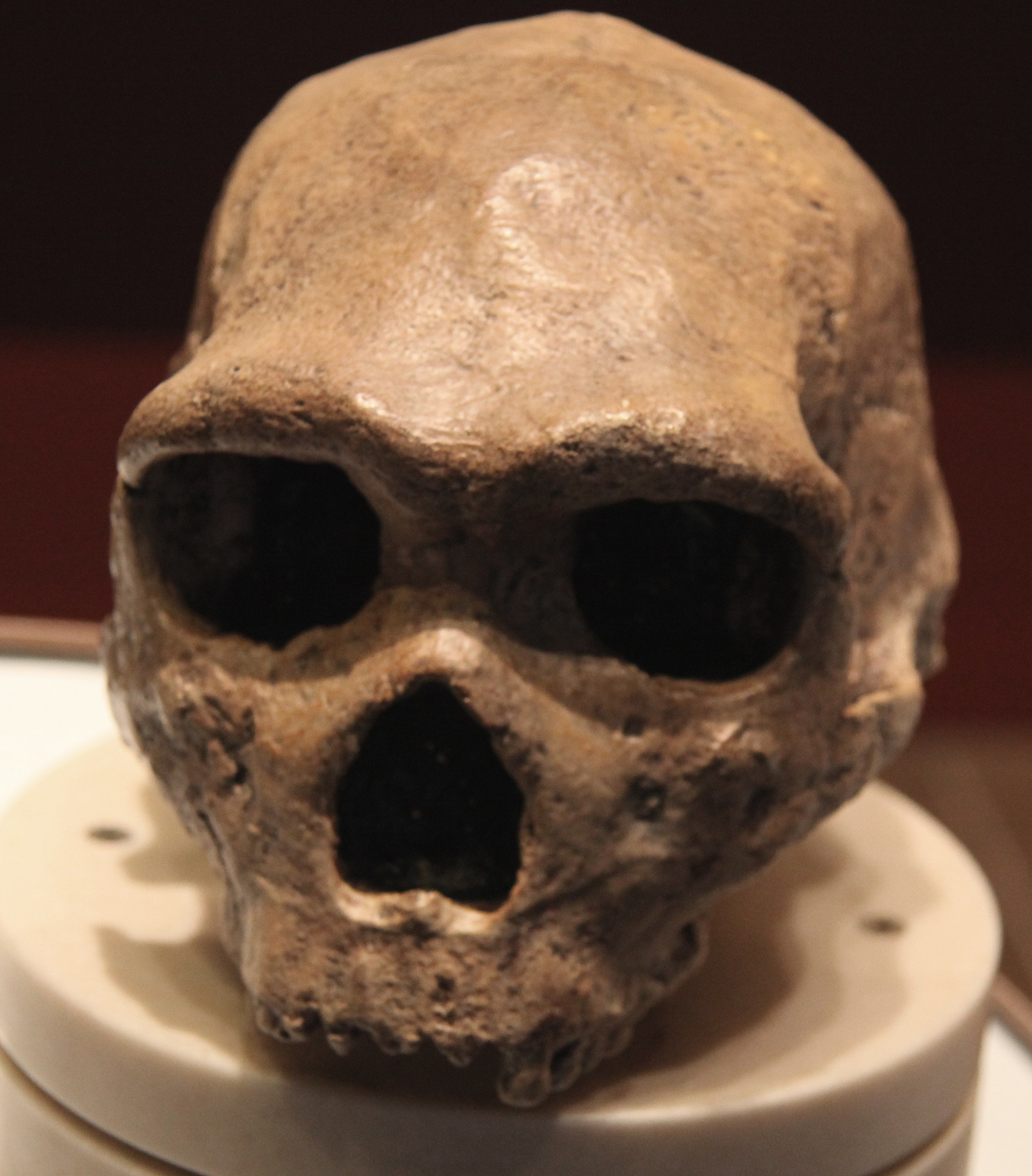
Homme de Petralona

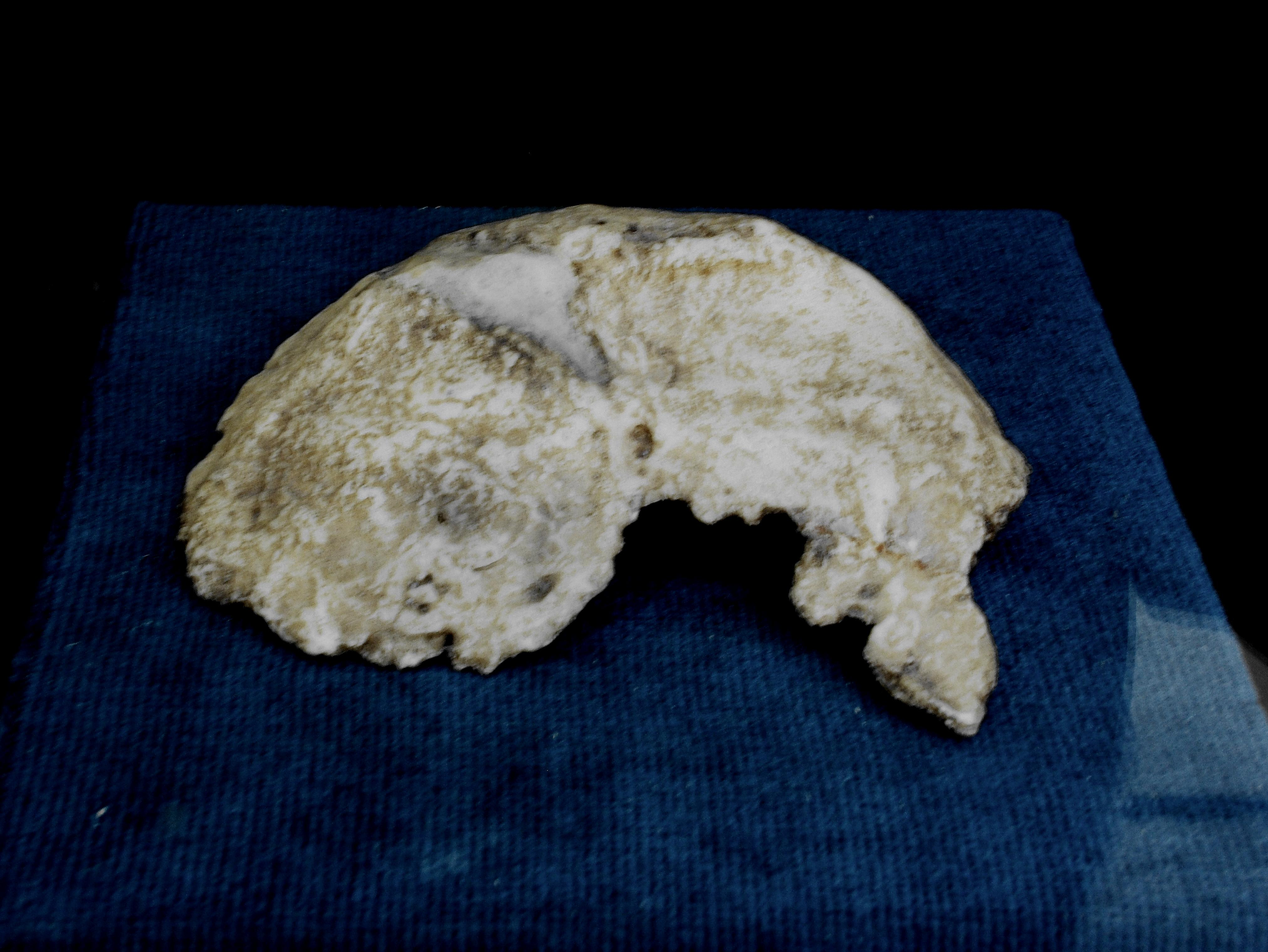
Samu, l'Homme de Vértesszőlős

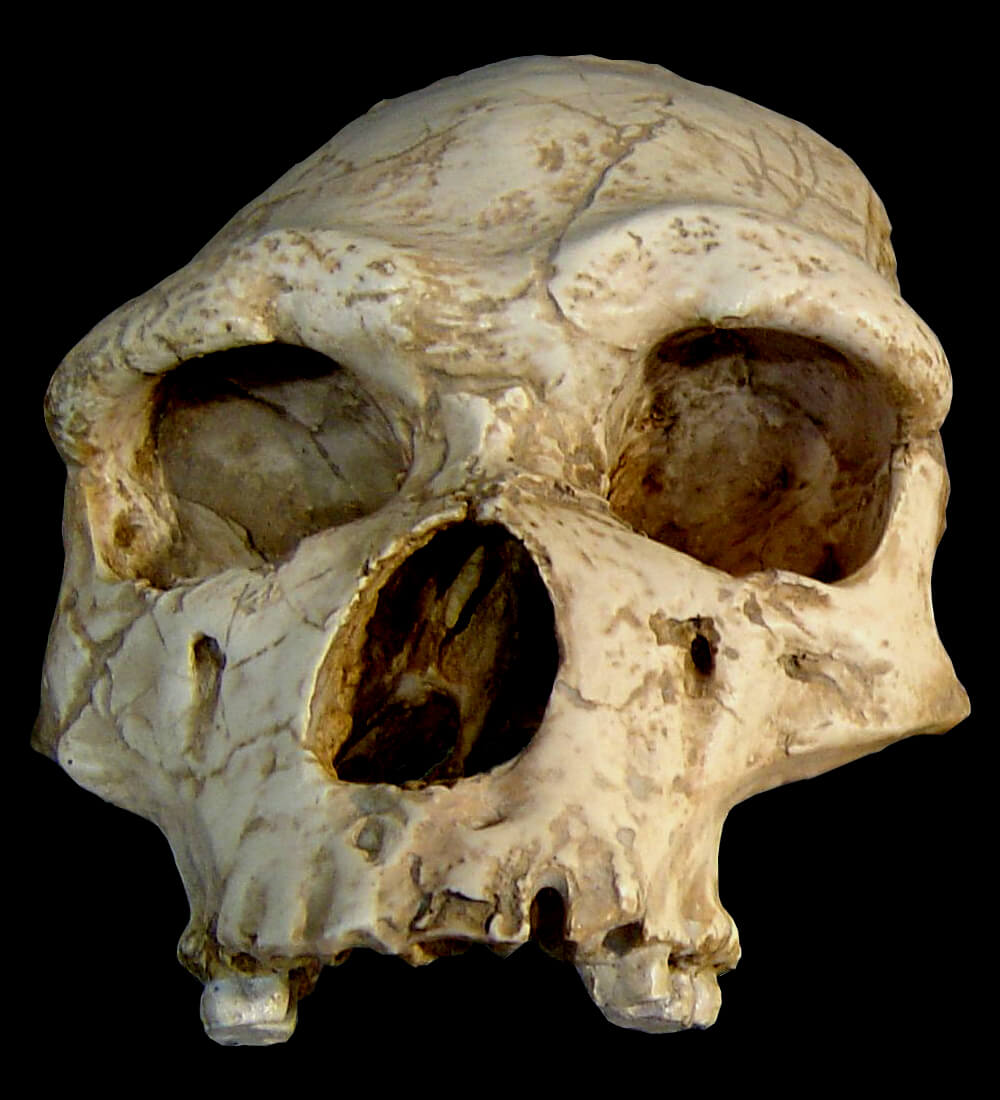
Homme de Tautavel
Arago 21

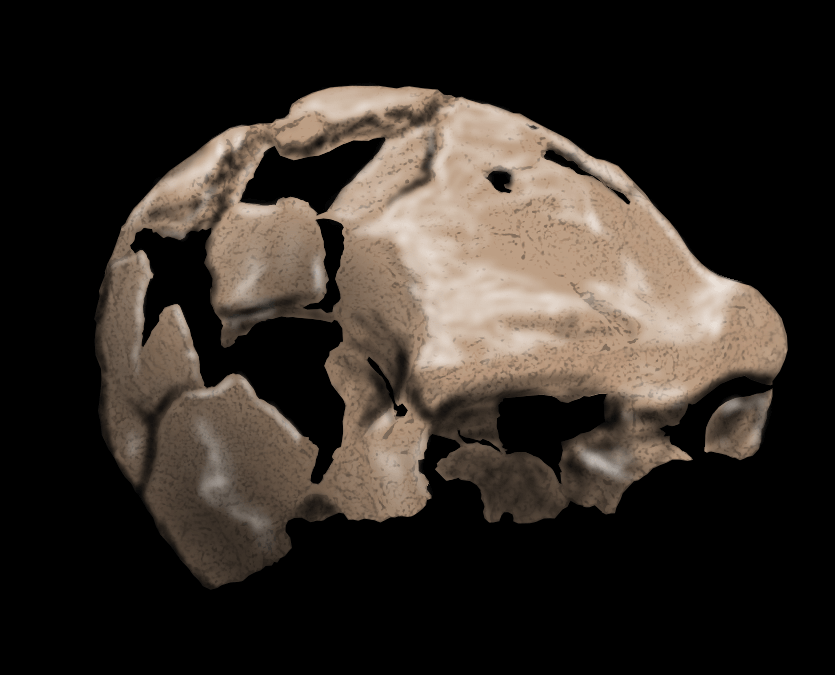
Dessin du crâne de Ceprano d'après sa reconstruction en 2000

- Homme de Mauer, près de Heidelberg (Allemagne)[1] :
  - Découverte : 1907
  - Description : 1908 par Otto Schoetensack
  - Fossile : une mandibule avec presque toutes ses dents
  - Datation : 610 000 ans

- Homme de Petralona, en Chalcidique (Grèce) :
  - Découverte : 1960
  - Description : 1976 par Aris Poulianos
  - Fossile : un crâne
  - Capacité crânienne estimée :
  - Datation : la datation reste très discutée, plus de 700 000 ans pour certains, peut-être 250 000 ans pour d'autres.

- Homme de Vértesszőlős, en Hongrie[14] :
  - Découverte : 1963-1968
  - Description : par László Vértes
  - Fossile : une calotte crânienne et 2 dents
  - Datation : environ 380 000 ans

- Homme de Tautavel, dans les Pyrénées-Orientales (France) :
  - Découverte : 1965
  - Description : par Henry et Marie-Antoinette de Lumley
  - Fossiles : 152 ossements, dont Arago 21 et Arago 47 forment un crâne partiel incluant la face
  - Capacité crânienne estimée : 1 150 cm3
  - Datation : de 570 000 à 400 000 ans (450 000 ans pour Arago 21)

- Homme de Boxgrove, en Angleterre :
  - Découverte : 1994
  - Description : par Mark Roberts
  - Fossiles : un tibia et deux dents
  - Datation : environ 500 000 ans

- Homme de Ceprano, en Italie :
  - Découverte : 1994 par Italo Biddittu
  - Description : par Italo Biddittu
  - Fossiles : une calotte crânienne en morceaux
  - Capacité crânienne estimée : 1 060 cm3
  - Datation : 353 000 ans

- Homme de Mala Balanica, en Serbie :
  - Découverte : 2008
  - Fossile : un fragment de mandibule
  - Datation : environ 460 000 ans

- Homme de Montmaurin, en Haute-Garonne (France)[15] :
  - Découverte : 1949 par Raoul Cammas
  - Description : 1955 par Henri Victor Vallois
  - Fossile : une mandibule (corpus archaïque avec cependant des dents de type néandertalien)
  - Datation : entre 240 000 et 190 000 ans (stade isotopique 7)

### Néandertaliens anciens

Néandertaliens anciens
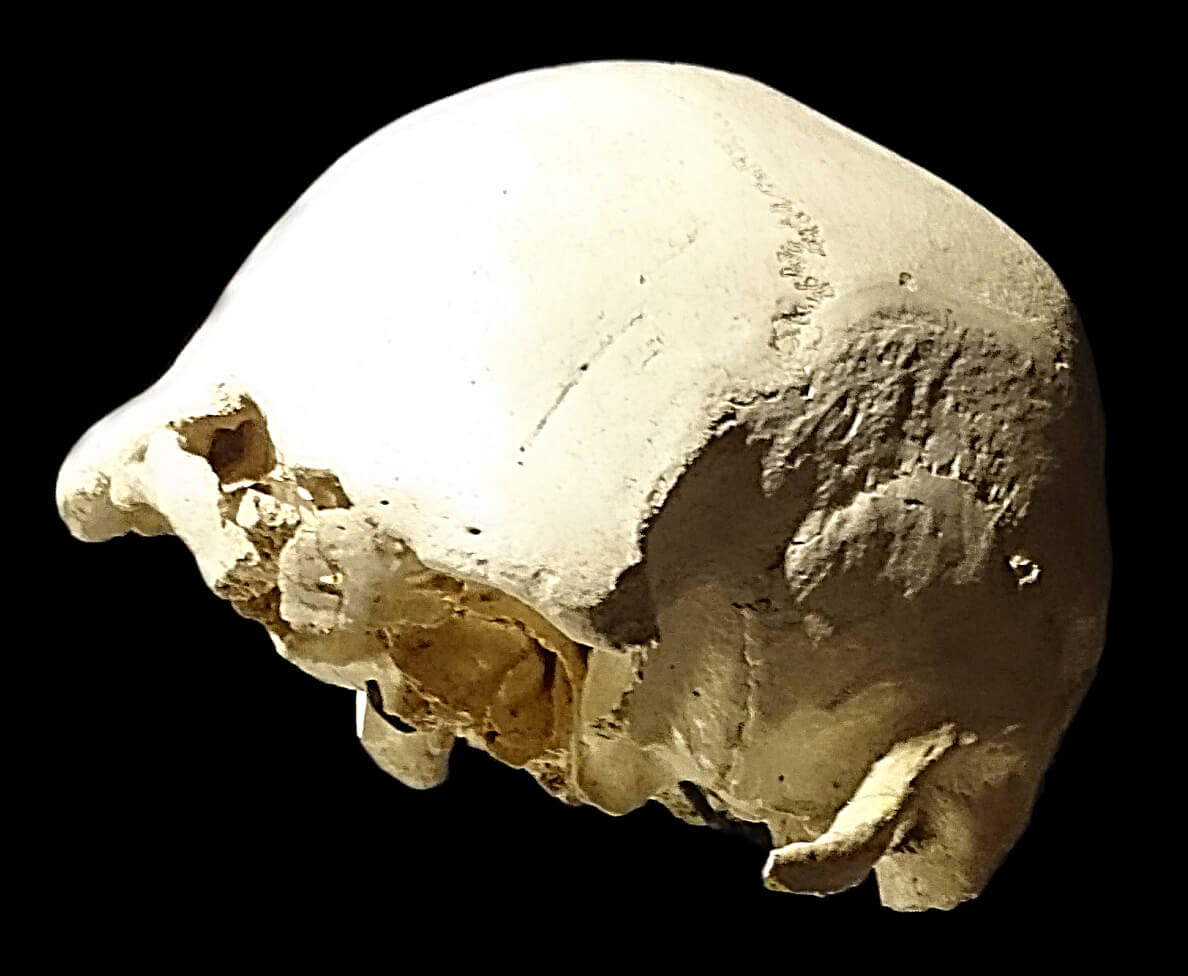
Crâne 4 de la Sima de los Huesos, 430 ka
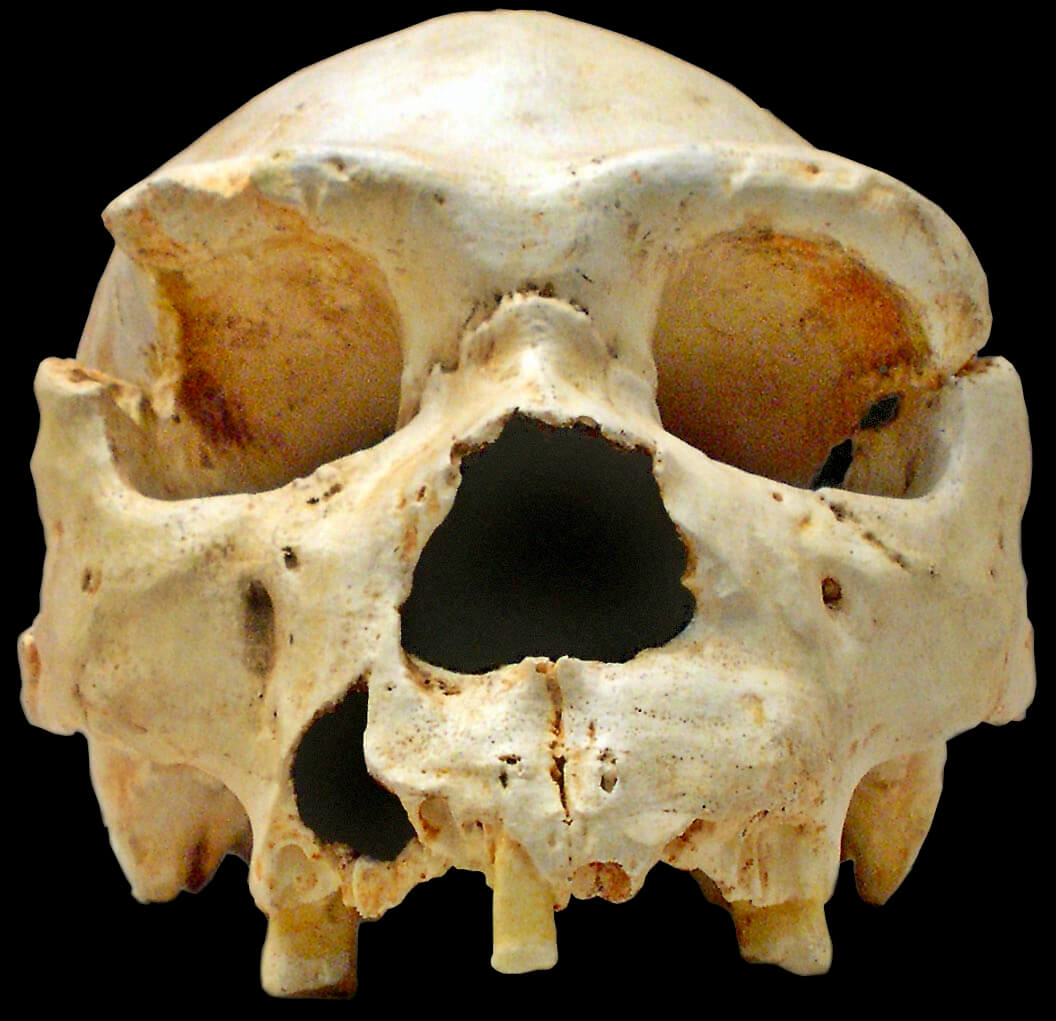
Crâne 5 de la Sima de los Huesos, 430 ka
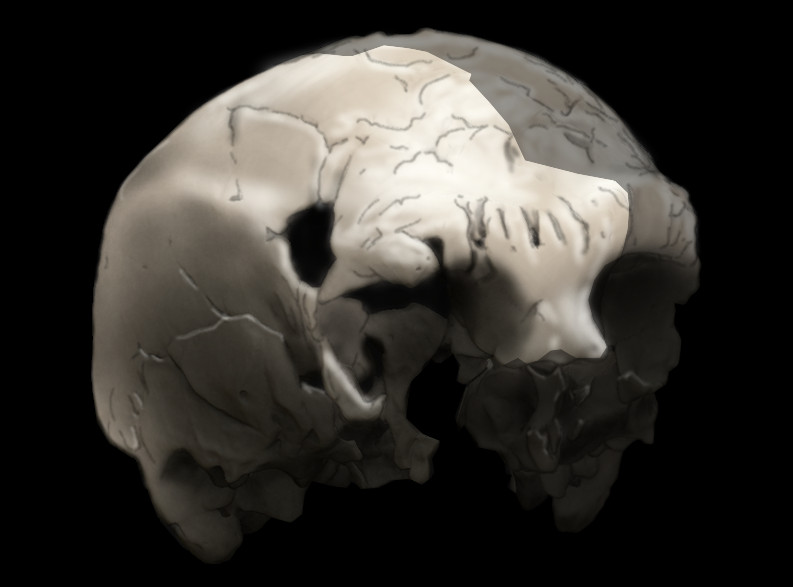
Crâne Aroeira 3 de la Grotte d'Aroeira, 400 ka
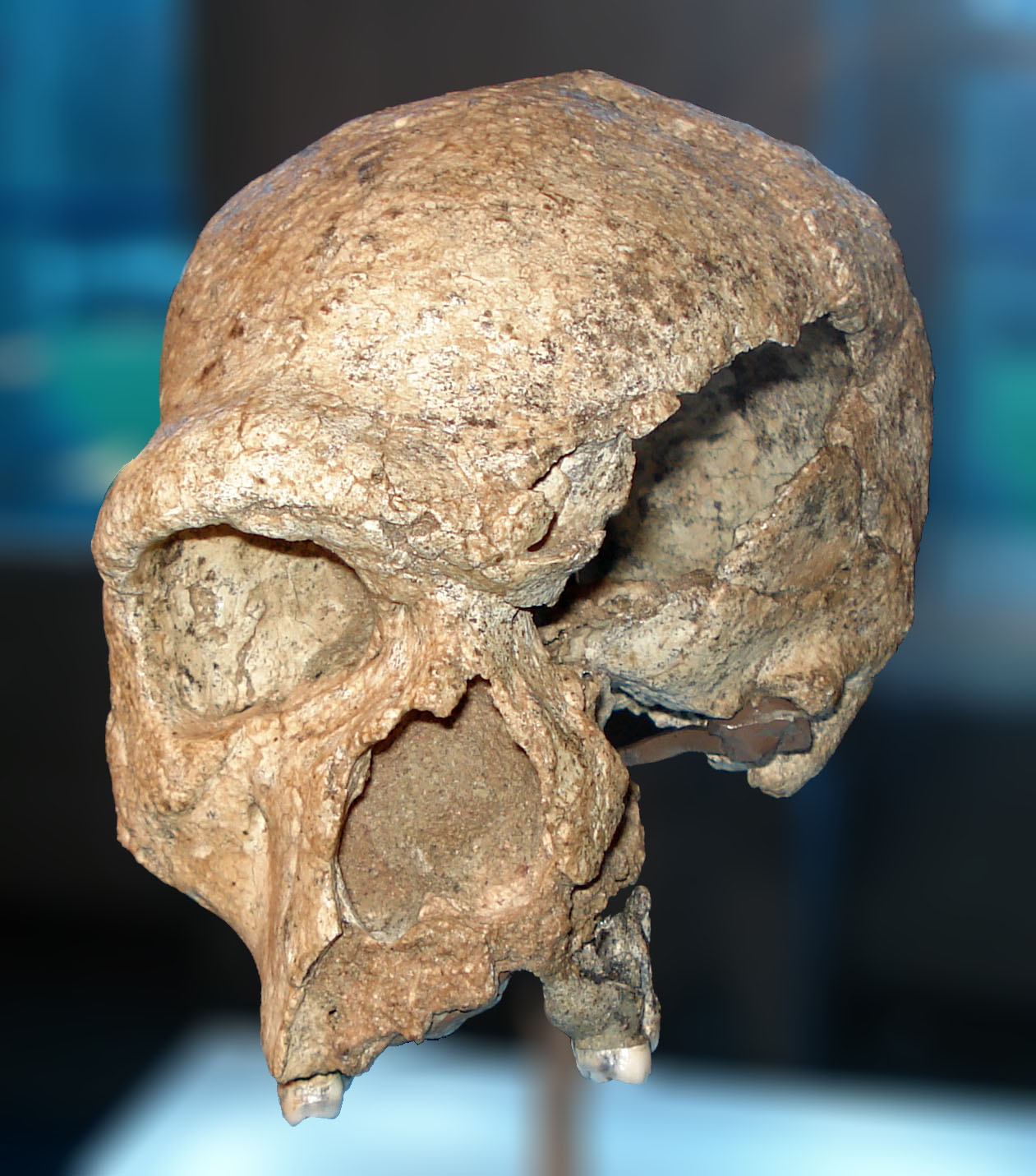
Homme de Steinheim, 340 à 310 ka

Quatre sites ou fossiles européens ont été attribués ou réattribués aux Néandertaliens, alors que leur ancienneté les avaient initialement fait rapprocher d'Homo heidelbergensis :
- Homme de Steinheim, dans le Bade-Wurtemberg (Allemagne) :
  - Découverte : 1933 par Karl Sigrist
  - Description : 1936 par Fritz Berckhemer
  - Fossile : un crâne
  - Capacité crânienne estimée : environ 1 200 cm3
  - Datation : entre 340 000 et 310 000 ans (stade isotopique 9)

- Homme de Swanscombe, en Angleterre :
  - Découverte : 1935 par Alvan T. Marston
  - Fossiles : 2 crânes partiels
  - Capacité crânienne estimée :
  - Datation : environ 400 000 ans

- Sima de los Huesos, dans la Sierra d'Atapuerca, près de Burgos (Espagne) :
  - Découverte : 1976 par Trinidad de Torres
  - Fossiles : Miguelon (crâne 5), et plusieurs crânes et de nombreux ossements représentant une trentaine d'individus
  - Capacité crânienne estimée : de 1 100 à 1 350 cm3
  - Datation : 430 000 ans

- Grotte d'Aroeira, à Torres Novas (Portugal) :
  - Découverte : 2014
  - Fossile : crâne Aroeira 3
  - Capacité crânienne estimée : environ 1 100 cm3
  - Datation : 400 000 ans